# U-17-Fußball-Europameisterschaft 2019
Die Endrunde der 37. U-17-Fußball-Europameisterschaft fand vom 3. bis zum 19. Mai 2019 in Irland statt, dass auf der Sitzung des UEFA-Exekutivkomitee am 9. Dezember 2016 ausgewählt wurde und bereits Gastgeber der U-16-Fußball-Europameisterschaft 1994 war. Der Titelverteidiger Niederlande konnte sich wie im Vorjahr im Finale gegen Italien durchsetzen und feierte damit seinen insgesamt vierten Titel. Neben den beiden Finalisten qualifizierten sich die Halbfinalisten Spanien und Frankreich sowie Ungarn als Sieger des Spiels um Platz fünf für die U-17-Fußball-Weltmeisterschaft 2019.

## Qualifikation

### Erste Runde
Die erste Qualifikationsrunde, an der außer Gastgeber Irland sowie Deutschland und England alle Bewerber teilnahmen, wurde am 6. Dezember 2017 ausgelost. Deutschland und England erhielten als bestplatzierte Mannschaften im Koeffizienten-Ranking vorab ein Freilos für die Eliterunde. Die übrigen 52 Mannschaften spielten in 13 Gruppen mit je vier Mannschaften. Die Gruppenersten und -zweiten sowie die vier besten Gruppendritten qualifizierten sich für die Eliterunde. Die Qualifikation startete am 27. September 2018. Die Partien jeder Gruppe wurden als Mini-Turnier in einem Gastgeberland aus der jeweiligen Gruppe gespielt.
Österreich traf in Gruppe 3 auf Gastgeber Slowenien, Bulgarien und Malta. Mit zwei Siegen und einem Remis gegen Slowenien qualifizierte man sich als Gruppenerster für die Eliterunde. Die Schweiz traf in Gruppe 5 in Zypern zudem auf das Kosovo und Schottland. Mit je einem Sieg, einem Remis und einer Niederlage qualifizierten sich die Eidgenossen als drittbester Gruppendritter für die Eliterunde. Liechtenstein musste in Gruppe 1 in Schweden antreten und verlor sowohl gegen die Gastgeber als auch die beiden anderen Gegner Niederlande und Montenegro.
Bester Torschütze der Qualifikation war der Russe Kiril Schtschetinin mit acht Toren.

### Eliterunde
In der Eliterunde wurden die verbleibenden Mannschaften in acht Gruppen mit je vier Mannschaften gelost. Die Auslosung der Gruppen fand am 6. Dezember 2018 in Nyon statt. Jede Gruppe spielte ein Mini-Turnier in einem Land aus. Die acht Gruppensieger sowie die sieben besten zweitplatzierten Mannschaften qualifizierten sich für die Endrunde. Die Eliterunde fand vom 20. März bis zum 1. April 2019 statt. Die Spiele der Gruppe 5 sollten in Spanien stattfinden. Da Spanien aber die Unabhängigkeit des Kosovo nicht anerkennt, daher kosovarische Flaggen und Symbole in Spanien nicht gezeigt werden dürfen, und die beiden anderen Gruppengegner die Unabhängigkeit des Kosovo auch nicht anerkennen, wurde das Turnier am UEFA-Standort in Nyon ausgetragen.
Die Auslosung ergab folgende Gruppen (Reihenfolge nach Endplatzierung, grün unterlegte Mannschaften konnten sich für die Endrunde qualifizieren):
| Gruppe 1   | Gruppe 2      | Gruppe 3   | Gruppe 4      | Gruppe 5     | Gruppe 6     | Gruppe 7                | Gruppe 8   |
| ---------- | ------------- | ---------- | ------------- | ------------ | ------------ | ----------------------- | ---------- |
| Italien    | Niederlande 1 | England    | Island        | Spanien      | Portugal     | Belgien                 | Frankreich |
| Österreich | Tschechien    | Kroatien   | Deutschland 1 | Griechenland | Russland     | Ungarn 1                | Schweden   |
| Rumänien   | Israel        | Schweiz    | Belarus       | Ukraine      | Polen        | Norwegen                | Serbien 1  |
| Türkei 1   | Nordirland    | Dänemark 1 | Slowenien     | Kosovo       | Schottland 1 | Bosnien und Herzegowina | Slowakei   |

Die deutsche Auswahl hatte in Gruppe 4 Heimrecht und erreichte in den ersten beiden Spielen gegen Belarus und Island nur Unentschieden. Durch ein 1:0 im letzten Gruppenspiel gegen Slowenien konnte noch der zweite Platz erreicht werden. Als zweitschlechtester Gruppenzweiter konnte dadurch gerade noch die Endrunde erreicht werden. Die Mannschaft der Schweiz spielte in Gruppe 3 in Dänemark zudem gegen England und Kroatien. Nach einer 2:5-Niederlage gegen England reichte es gegen die beiden anderen Mannschaften nur zu zwei 1:1-Remis und damit zum dritten Platz. Die Mannschaft Österreichs erreichte in Gruppe 1 gegen Italien, Rumänien und Gastgeber Türkei je einen Sieg, ein Remis und eine Niederlage und qualifizierte sich damit als bester Gruppenzweiter für die Endrunde.

## Teilnehmer
- Irland (Gastgeber)
- Italien (Sieger Gruppe 1)
- Österreich (Zweiter Gruppe 1)
- Niederlande (Sieger Gruppe 2, Titelverteidiger)
- Tschechien (Zweiter Gruppe 2)
- England (Sieger Gruppe 3)
- Island (Sieger Gruppe 4)
- Deutschland (Zweiter Gruppe 4)
- Spanien (Sieger Gruppe 5)
- Griechenland (Zweiter Gruppe 5)
- Portugal (Sieger Gruppe 6)
- Russland (Zweiter Gruppe 6)
- Belgien (Sieger Gruppe 7)
- Ungarn (Zweiter Gruppe 7)
- Frankreich (Sieger Gruppe 8)
- Schweden (Zweiter Gruppe 8)

## Austragungsorte
Die Spiele der Endrunde fanden in sieben Stadien in vier Städten statt.
| Stadt     | Stadion                          | Kapazität    |
| --------- | -------------------------------- | ------------ |
| Dublin    | Tallaght Stadium                 | 8.183 Plätze |
| Dublin    | Tolka Park                       | 5.000 Plätze |
| Dublin    | UCD Bowl                         | 3.000 Plätze |
| Dublin    | Whitehall Stadium                | 2.500 Plätze |
| Bray      | Carlisle Grounds                 | 4.000 Plätze |
| Longford  | Strokestown Road                 | 4.960 Plätze |
| Waterford | Waterford Regional Sports Centre | 5.500 Plätze |

## Vorrunde

### Auslosung
Die Auslosung der Gruppen fand am 4. April 2019 in Dublin statt. Gastgeber Irland war als Kopf der Gruppe A gesetzt, die restlichen 15 Mannschaften wurden gemäß ihrer Ergebnisse aus der Eliterunde in zwei Lostöpfe aufgeteilt. In Topf 1 befanden sich die sieben besten Gruppensieger der Eliterunde, diese wurden an die Positionen 1 und 2 der Gruppen gelost, in Topf 2 befanden sich die restlichen acht Mannschaften (der verbleibende Gruppensieger sowie die sieben besten Gruppenzweiten), diese wurden an die Positionen 3 und 4 der Gruppen gelost.

### Modus
Die Vorrunde wird in vier Gruppen mit jeweils vier Mannschaften ausgetragen. Die Gruppensieger und Zweitplatzierten qualifizieren sich für das Viertelfinale.
Wenn zwei oder mehr Mannschaften derselben Gruppe nach Abschluss der Gruppenspiele die gleiche Anzahl Punkte aufweisen, wird die Platzierung nach folgenden Kriterien in dieser Reihenfolge ermittelt:
a. höhere Punktzahl aus den Direktbegegnungen der betreffenden Mannschaften;
b. bessere Tordifferenz aus den Direktbegegnungen der betreffenden Mannschaften;
c. größere Anzahl erzielter Tore aus den Direktbegegnungen der betreffenden Mannschaften;
d. wenn nach der Anwendung der Kriterien a) bis c) immer noch mehrere Mannschaften denselben Platz belegen, werden die Kriterien a) bis c) erneut angewendet, jedoch ausschließlich auf die Direktbegegnungen der betreffenden Mannschaften, um deren definitive Platzierung zu bestimmen. Führt dieses Vorgehen keine Entscheidung herbei, werden die Kriterien e) bis h) angewendet;
e. bessere Tordifferenz aus allen Gruppenspielen;
f. größere Anzahl erzielter Tore aus allen Gruppenspielen;
g. geringere Gesamtzahl an Strafpunkten auf der Grundlage der in allen Gruppenspielen erhaltenen gelben und roten Karten (rote Karte = 3 Punkte, gelbe Karte = 1 Punkt, Platzverweis nach zwei gelben Karten in einem Spiel = 3 Punkte);
h. bessere Platzierung in der für die Auslosung der Qualifikationsrunde verwendeten Koeffizientenrangliste;
i. Losentscheid.
Treffen zwei Mannschaften im letzten Gruppenspiel aufeinander, die dieselbe Anzahl Punkte sowie die gleiche Tordifferenz und gleiche Anzahl Tore aufweisen, und endet das betreffende Spiel unentschieden, wird die endgültige Platzierung der beiden Mannschaften durch Elfmeterschießen ermittelt, vorausgesetzt, dass keine andere Mannschaft derselben Gruppe nach Abschluss aller Gruppenspiele dieselbe Anzahl Punkte aufweist. Haben mehr als zwei Mannschaften dieselbe Anzahl Punkte, finden die oberen Kriterien Anwendung.

### Gruppe A
| Pl. | Land         | Sp. | S | U | N | Tore    | Diff. | Punkte |
| --- | ------------ | --- | - | - | - | ------- | ----- | ------ |
| 1.  | Belgien      | 3   | 1 | 2 | 0 | 005:200 | +3    | 05     |
| 2.  | Tschechien   | 3   | 1 | 2 | 0 | 004:200 | +2    | 05     |
| 3.  | Irland       | 3   | 0 | 3 | 0 | 003:300 | ±0    | 03     |
| 4.  | Griechenland | 3   | 0 | 1 | 2 | 001:600 | −5    | 01     |

|                                                                          |   |              |           |
| 3. Mai 2019 um 12:00 Uhr in Dublin (Tolka Park)                          |   |              |           |
| Tschechien                                                               | – | Belgien      | 1:1 (0:0) |
| 3. Mai 2019 um 19:00 Uhr in Dublin (Tallaght Stadium)                    |   |              |           |
| Irland                                                                   | – | Griechenland | 1:1 (0:0) |
| 6. Mai 2019 um 17:00 Uhr in Longford (Strokestown Road)                  |   |              |           |
| Belgien                                                                  | – | Griechenland | 3:0 (2:0) |
| 6. Mai 2019 um 19:00 Uhr in Waterford (Waterford Regional Sports Centre) |   |              |           |
| Irland                                                                   | – | Tschechien   | 1:1 (1:1) |
| 9. Mai 2019 um 19:00 Uhr in Dublin (Tallaght Stadium)                    |   |              |           |
| Belgien                                                                  | – | Irland       | 1:1 (0:0) |
| 9. Mai 2019 um 19:00 Uhr in Bray (Carlisle Grounds)                      |   |              |           |
| Griechenland                                                             | – | Tschechien   | 0:2 (0:0) |

### Gruppe B
| Pl. | Land        | Sp. | S | U | N | Tore    | Diff. | Punkte |
| --- | ----------- | --- | - | - | - | ------- | ----- | ------ |
| 1.  | Frankreich  | 3   | 2 | 1 | 0 | 007:300 | +4    | 07     |
| 2.  | Niederlande | 3   | 2 | 0 | 1 | 007:400 | +3    | 06     |
| 3.  | England     | 3   | 1 | 1 | 1 | 006:700 | −1    | 04     |
| 4.  | Schweden    | 3   | 0 | 0 | 3 | 003:900 | −6    | 0      |

|                                                                          |   |             |           |
| 3. Mai 2019 um 17:00 Uhr in Waterford (Waterford Regional Sports Centre) |   |             |           |
| Niederlande                                                              | – | Schweden    | 2:0 (2:0) |
| 3. Mai 2019 um 19:00 Uhr in Longford (Strokestown Road)                  |   |             |           |
| England                                                                  | – | Frankreich  | 1:1 (1:0) |
| 6. Mai 2019 um 15:00 Uhr in Dublin (Tolka Park)                          |   |             |           |
| Niederlande                                                              | – | England     | 5:2 (3:2) |
| 6. Mai 2019 um 17:00 Uhr in Dublin (Tallaght Stadium)                    |   |             |           |
| Frankreich                                                               | – | Schweden    | 4:2 (3:2) |
| 9. Mai 2019 um 16:30 Uhr in Dublin (UCD Bowl)                            |   |             |           |
| Frankreich                                                               | – | Niederlande | 2:0 (2:0) |
| 9. Mai 2019 um 16:30 Uhr in Dublin (Whitehall Stadium)                   |   |             |           |
| Schweden                                                                 | – | England     | 1:3 (1:1) |

### Gruppe C
| Pl. | Land     | Sp. | S | U | N | Tore    | Diff. | Punkte |
| --- | -------- | --- | - | - | - | ------- | ----- | ------ |
| 1.  | Ungarn   | 3   | 3 | 0 | 0 | 006:300 | +3    | 09     |
| 2.  | Portugal | 3   | 2 | 0 | 1 | 006:400 | +2    | 06     |
| 3.  | Island   | 3   | 1 | 0 | 2 | 006:800 | −2    | 03     |
| 4.  | Russland | 3   | 0 | 0 | 3 | 005:800 | −3    | 0      |

|                                                                           |   |          |           |
| 4. Mai 2019 um 14:00 Uhr in Dublin (Whitehall Stadium)                    |   |          |           |
| Island                                                                    | – | Russland | 3:2 (3:0) |
| 4. Mai 2019 um 19:00 Uhr in Dublin (UCD Bowl)                             |   |          |           |
| Ungarn                                                                    | – | Portugal | 1:0 (0:0) |
| 7. Mai 2019 um 15:00 Uhr in Dublin (Whitehall Stadium)                    |   |          |           |
| Island                                                                    | – | Ungarn   | 1:2 (0:1) |
| 7. Mai 2019 um 15:00 Uhr in Dublin (UCD Bowl)                             |   |          |           |
| Portugal                                                                  | – | Russland | 2:1 (1:0) |
| 10. Mai 2019 um 17:00 Uhr in Longford (Strokestown Road)                  |   |          |           |
| Portugal                                                                  | – | Island   | 4:2 (1:1) |
| 10. Mai 2019 um 17:00 Uhr in Waterford (Waterford Regional Sports Centre) |   |          |           |
| Russland                                                                  | – | Ungarn   | 2:3 (1:1) |

### Gruppe D
| Pl. | Land        | Sp. | S | U | N | Tore    | Diff. | Punkte |
| --- | ----------- | --- | - | - | - | ------- | ----- | ------ |
| 1.  | Italien     | 3   | 3 | 0 | 0 | 009:300 | +6    | 09     |
| 2.  | Spanien     | 3   | 2 | 0 | 1 | 005:400 | +1    | 06     |
| 3.  | Deutschland | 3   | 1 | 0 | 2 | 004:500 | −1    | 03     |
| 4.  | Österreich  | 3   | 0 | 0 | 3 | 002:800 | −6    | 0      |

|                                                                          |   |             |           |
| 4. Mai 2019 um 16:00 Uhr in Bray (Carlisle Grounds)                      |   |             |           |
| Spanien                                                                  | – | Österreich  | 3:0 (3:0) |
| 4. Mai 2019 um 18:30 Uhr in Dublin (Tallaght Stadium)                    |   |             |           |
| Deutschland                                                              | – | Italien     | 1:3 (1:1) |
| 7. Mai 2019 um 19:00 Uhr in Waterford (Waterford Regional Sports Centre) |   |             |           |
| Spanien                                                                  | – | Deutschland | 1:0 (0:0) |
| 7. Mai 2019 um 19:00 Uhr in Longford (Strokestown Road)                  |   |             |           |
| Italien                                                                  | – | Österreich  | 2:1 (1:0) |
| 10. Mai 2019 um 19:00 Uhr in Dublin (UCD Bowl)                           |   |             |           |
| Italien                                                                  | – | Spanien     | 4:1 (1:1) |
| 10. Mai 2019 um 19:00 Uhr in Bray (Carlisle Grounds)                     |   |             |           |
| Österreich                                                               | – | Deutschland | 1:3 (1:0) |

## Finalrunde

### Modus
Endet eine Viertel- oder Halbfinalbegegnung oder das Endspiel nach Ablauf der regulären Spielzeit ohne Sieger, wird dieser durch ein Elfmeterschießen ermittelt.

### Übersicht
|  | Viertelfinale | Viertelfinale |             |       | Halbfinale | Halbfinale |  |  | Finale | Finale |
|  |               |               |             |       |            |            |  |  |        |        |
|  | Belgien       | 0             |             |       |            |            |  |  |        |        |
|  | Niederlande   | 3             |             |       |            |            |  |  |        |        |
|  | Niederlande   | 3             | Niederlande | 1     |            |            |  |  |        |        |
|  |               |               | Niederlande | 1     |            |            |  |  |        |        |
|  |               | Spanien       | 0           |       |            |            |  |  |        |        |
|  | Ungarn        | Spanien       | 0           | 1 (4) |            |            |  |  |        |        |
|  | Ungarn        |               |             | 1 (4) |            |            |  |  |        |        |
|  | Spanien       | E1 (5)E       |             |       |            |            |  |  |        |        |
|  |               |               | Niederlande | 4     |            |            |  |  |        |        |
|  |               | Italien       | 2           |       |            |            |  |  |        |        |
|  | Frankreich    | 6             |             |       |            |            |  |  |        |        |
|  | Tschechien    | 1             |             |       |            |            |  |  |        |        |
|  | Tschechien    | 1             | Frankreich  | 1     |            |            |  |  |        |        |
|  |               |               | Frankreich  | 1     |            |            |  |  |        |        |
|  |               | Italien       | 2           |       |            |            |  |  |        |        |
|  | Italien       | Italien       | 2           | 1     |            |            |  |  |        |        |
|  | Italien       |               |             | 1     |            |            |  |  |        |        |
|  | Portugal      | 0             |             |       |            |            |  |  |        |        |

E Sieg im Elfmeterschießen

### Viertelfinale
|                                                        |   |             |                      |
| 12. Mai 2019 um 13:00 Uhr in Dublin (Tallaght Stadium) |   |             |                      |
| Frankreich                                             | – | Tschechien  | 6:1 (3:0)            |
| 12. Mai 2019 um 19:00 Uhr in Bray (Carlisle Grounds)   |   |             |                      |
| Belgien                                                | – | Niederlande | 0:3 (0:2)            |
| 13. Mai 2019 um 16:30 Uhr in Dublin (Tolka Park)       |   |             |                      |
| Italien                                                | – | Portugal    | 1:0 (1:0)            |
| 13. Mai 2019 um 19:00 Uhr in Dublin (UCD Bowl)         |   |             |                      |
| Ungarn                                                 | – | Spanien     | 1:1 (0:1), 4:5 i. E. |

### Spiel um Platz 5
Der Sieger qualifiziert sich zusammen mit den Halbfinalisten für die U-17-Fußball-Weltmeisterschaft 2019 in Brasilien.
|                                                  |   |         |                      |
| 16. Mai 2019 um 12:00 Uhr in Dublin (Tolka Park) |   |         |                      |
| Ungarn                                           | – | Belgien | 1:1 (0:0), 5:4 i. E. |

### Halbfinale
|                                                        |   |         |           |
| 16. Mai 2019 um 16:30 Uhr in Dublin (UCD Bowl)         |   |         |           |
| Niederlande                                            | – | Spanien | 1:0 (0:0) |
| 16. Mai 2019 um 19:00 Uhr in Dublin (Tallaght Stadium) |   |         |           |
| Frankreich                                             | – | Italien | 1:2 (1:1) |

### Finale
| Niederlande                                            | Niederlande | Italien | Italien |
| ------------------------------------------------------ | --- | --- | ------- |
| Niederlande                                            | \| Finale \| \| 19. Mai 2019 um 16:30 Uhr in Dublin (Tallaght Stadium) \| \| Ergebnis: 4:2 (3:0) \| \| Schiedsrichter: Espen Eskås ( Norwegen) \| | \| Finale \| \| 19. Mai 2019 um 16:30 Uhr in Dublin (Tallaght Stadium) \| \| Ergebnis: 4:2 (3:0) \| \| Schiedsrichter: Espen Eskås ( Norwegen) \| | Italien |
| Niederlande                                            | Calvin Raatsie – Ki-Jana Hoever (90.+3' Joost de Schutter), Melayro Bogarde, Devyne Rensch, Anass Salah-Eddine (68. Neraysho Kasanwirjo) – Ian Maatsen, Kenneth Taylor – Mohamed Taabouni (87. Dirk Proper) – Sontje Hansen (69. Naci Ünüvar), Naoufal Bannis (90.+3' Soulyman Allouch), Brian Brobbey Cheftrainer: Peter van der Veen | Marco Molla – Lorenzo Moretti (46. Matteo Ruggeri), Lorenzo Pirola, Christian Dalle Mura, Francesco Lamanna – Michael Brentan (47. Nikola Sekulov), Simone Panada (90.+3' Nicholas Bonfanti), Iyenoma Udogie – Franco Tongya (83. Samuel Giovane) – Nicolò Cudrig (46. Lorenzo Colombo), Sebastiano Esposito Cheftrainer: Carmine Nunziata | Italien |
| Niederlande                                            | 1:0 Sontje Hansen (20.) 2:0 Naoufal Bannis (37.) 3:0 Ian Maatsen (45.) 4:1 Naci Ünüvar (70.) | 3:1 Lorenzo Colombo (56.) 4:2 Lorenzo Colombo (89.) | Italien |
| Niederlande                                            | Raatsie (79.), Hoever (90.+1'), Ünüvar (90.+4') | Cudrig (42.), Panada (43.), Dalle Mura (56.) | Italien |
| Finale                                                 | | |         |
| 19. Mai 2019 um 16:30 Uhr in Dublin (Tallaght Stadium) | | |         |
| Ergebnis: 4:2 (3:0)                                    | | |         |
| Schiedsrichter: Espen Eskås ( Norwegen)                | | |         |

## Schiedsrichter
Schiedsrichter
- Jørgen Daugbjerg Burchardt
- Manfredas Lukjančukas
- Trustin Farrugia Cann
- Espen Eskås
- Krzysztof Jakubik
- Don Robertson
- Rade Obrenović
- Mykola Balakin

Schiedsrichterassistenten
- Ilir Tartaraj
- Yauheni Ramanau
- Deniz Sokolov
- Jan Hermansen
- Riku Vihreävuori
- Gylfi Már Sigurðsson
- Fatlum Berisha
- Sergey Vassyutin
- Raimonds Tatriks
- Joaquim Da Silva
- Frantisek Ferenc
- Lewiss Ross Edwards

Vierte Offizielle
- Kaarlo Oskari Hämäläinen
- Petri Viljanen
- Paul McLaughlin
- Iwan Arwel Griffith

## Beste Torschützen
Nachfolgend aufgelistet sind die besten Torschützen der Endrunde.
| Rang | Spieler             | Tore |
| ---- | ------------------- | ---- |
| 1    | Adil Aouchiche      | 9    |
| 2    | Sebastiano Esposito | 4    |
| 3    | Thibo Baeten        | 3    |
|      | Brian Brobbey       | 3    |
|      | Lorenzo Colombo     | 3    |
|      | Sam Greenwood       | 3    |
|      | Sontje Hansen       | 3    |
|      | Chris Kalulika      | 3    |
|      | András Németh       | 3    |